# Curimatella immaculata
Curimatella immaculata es una especie de peces de la familia Curimatidae en el orden de los Characiformes.

## Morfología
Los machos pueden llegar alcanzar los 9,3 cm de longitud total.
- Número de  vértebras: 31-33.[1]

## Alimentación
Come una amplia variedad de  algas y hongos.

## Hábitat
Vive en zonas de clima tropical.

## Distribución geográfica
Se encuentran en Sudamérica: río Rupununi (cuenca del río Esequibo) y  cuencas de los ríos Orinoco,  Amazonas  y  Tocantins.